# Harold Spencer Jones
Sir Harold Spencer Jones (ur. 29 marca 1890 w Londynie, zm. 3 listopada 1960 tamże) – brytyjski astronom. Dziesiąty Astronom Królewski w Anglii, który przyczynił się do dokładniejszego wyznaczenia średniej odległości pomiędzy Ziemią i Słońcem.

## Życiorys
W roku 1913, po studiach w Jesus College na Uniwersytecie Cambridge , zatrudnił się jako asystent w Obserwatorium w Greenwich. Pracował też w obserwatorium na Przylądku Dobrej Nadziei. W latach 1933–1955 był jego dyrektorem (piastował tytuł Astronoma Królewskiego), a od 1945 do 1948 roku przewodniczył Międzynarodowej Unii Astronomicznej.
Prowadził badania nad ruchem własnym i paralaksami gwiazd. Koncentrował się przede wszystkim na dokładniejszym określeniu fundamentalnych stałych astronomicznych, w szczególności paralaksy słonecznej – kąta pod jakim promień Ziemi byłby widoczny ze Słońca. Wykazał, że drobne rozbieżności w obserwowanym ruchu planet wywoływane są nieregularnym ruchem Ziemi. W latach 1930–1931 wykonał ponad 1200 zdjęć planetoidy (433) Eros, aby metodą triangulacji wyznaczyć odległość do Słońca. W 1941, na podstawie obserwacji planetoidy Eros podczas jej przejścia w pobliżu Ziemi w 1931, obliczył paralaksę słoneczną, a z niej średnią odległość od Słońca, wynoszącą ok. 149 mln km. Zajmował się też różnymi aspektami pomiaru czasu.

## Wyróżnienia i nagrody
- Złoty Medal Królewskiego Towarzystwa Astronomicznego (1943)
- Royal Medal (1943)
- Prix Jules-Janssen (1945)
- Medal Bruce (1949)

Obiekty nazwane jego imieniem:
- krater Spencer Jones na Księżycu
- krater Jones na Marsie
- planetoida (3282) Spencer Jones